# Даниелян, Генрик Мурадханович
Генрик Мурадханович Даниелян (арм. Հենրիկ Դանիելյան, 7 ноября 1940, Севан — 16 июля 2011) — известный судья, бывший председатель кассационного суда Армении.

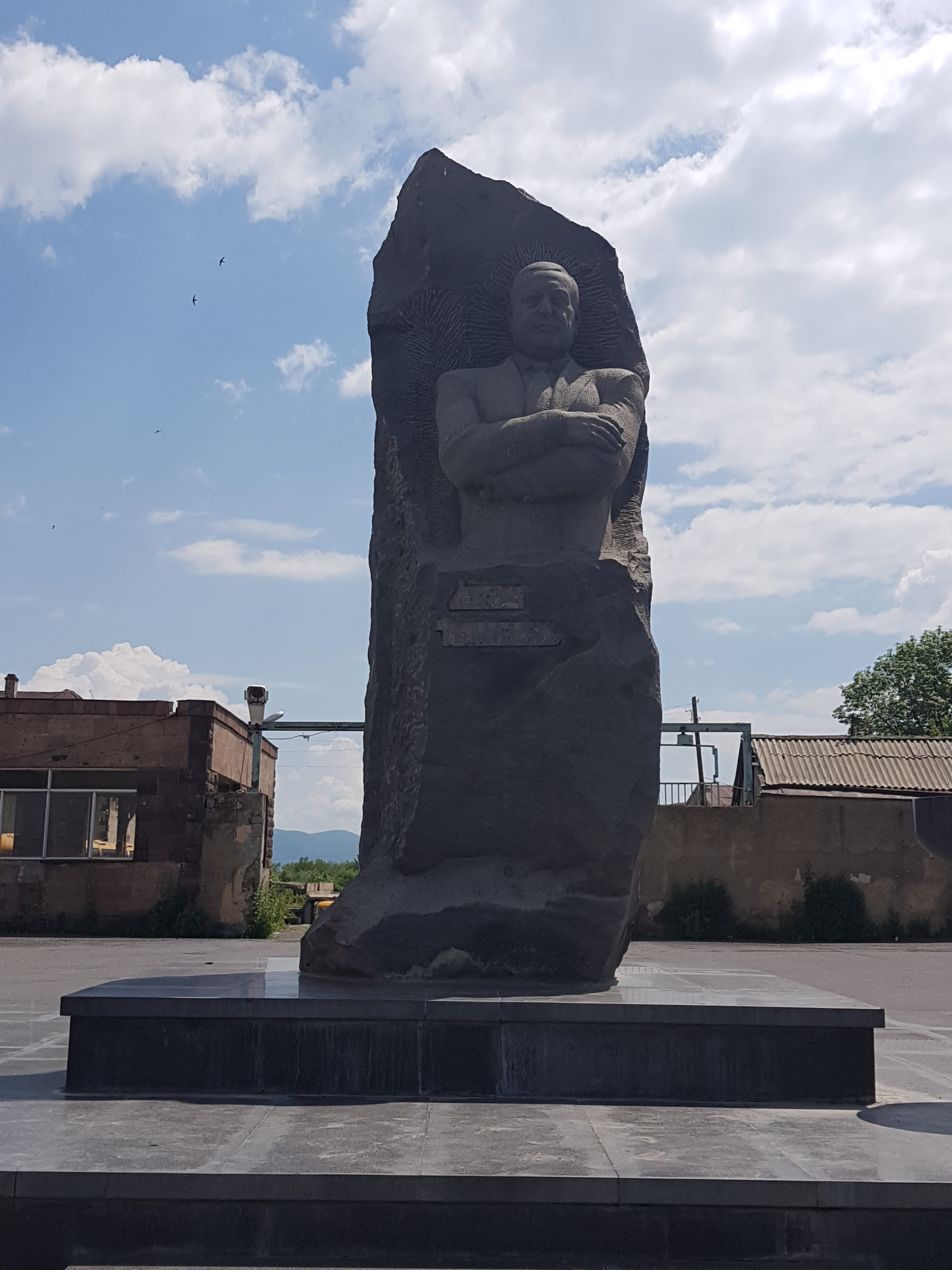
Бюст Генрика Даниеляна в Севане

- 1957 — окончил местную среднюю школу и поступил на работу в Севанском «Армрыбтресте» в качестве машиниста.
- 1960—1963 — работал в редакции газеты «Севан» в качестве литературного сотрудника, заведующим отдела.
- 1963—1965 — был первым секретарем Севанского райкома ВЛКСМ.
- 1965—1969 — работал в качестве ответственного секретаря в газете «Севан».
- 1961—1967 — окончил юридический факультет Ереванского государственного университета (заочно).
- 1969 — был избран судьей Севанского района.
- С 1977 — член верховного суда Армении.
- 1998—2005 — был председателем кассационного суда Армении.
- 9 июня 2005 — указом президента назначен членом Конституционного суда Армении.
- Имеет звание "Судья высшего квалификационного класса".
- 2003 — было присвоено звание заслуженного юриста Армении.